# Акчишма
Акчишма́ (рос. Акчишма, башк. Аҡшишмә) — присілок у складі Стерлібашевського району Башкортостану, Росія. Входить до складу Халікеєвської сільської ради.
Населення — 41 особа (2010; 56 в 2002).
Національний склад:
- татари — 93%